# Estadio General José Antonio Paez
Het Estadio General José Antonio Páez is een multifunctioneel stadion in Acarigua, een stad in Venezuela. 
Het stadion wordt vooral gebruikt voor voetbalwedstrijden, de voetbalclub Portuguesa FC maakt gebruik van dit stadion. In het stadion is plaats voor 18.000 toeschouwers. Het stadion werd geopend in 1973.